# Shahrestān-e Gālīkesh
Shahrestān-e Gālīkesh (persiska: شهرستان گاليکش, گاليکش) är en delprovins (shahrestan) i Iran.   Den ligger i provinsen Golestan, i den norra delen av landet, 400 km öster om huvudstaden Teheran.
Delprovinsen hade 63 173 invånare 2016.